# Apocalipsis 14
Apocalipsis 14 es el decimocuarto capítulo del Libro del Apocalipsis o Apocalipsis de Juan en el Nuevo Testamento de la  Biblia Cristiana. El libro se atribuye tradicionalmente a Juan el Apóstol, pero la identidad exacta del autor sigue siendo un punto de debate académico. Este capítulo contiene los relatos del cordero con 144 000 seguidores, los tres mensajes angélicos y la voz del cielo, así como la cosecha de la tierra y la vendimia de la tierra. Los mensajes de los tres ángeles de los versículos 6 al 12 constituyen una característica central de la enseñanza y la misión de la Iglesia Adventista del Séptimo Día: «Hacer discípulos de Jesucristo que vivan como sus amorosos testigos y proclamen a todas las personas el evangelio eterno de los Mensajes de los Tres Ángeles en preparación para su pronto regreso».

## Texto
El texto original fue escrito en griego koiné. Este capítulo está dividido en 20 Versículos.

### Testigos textuales
Algunos manuscritos antiguos que contienen este capítulo son, entre otros:.
- Papiro 115 (ca. 275 d. C.; Versículos existentes 1-3, 5-7, 10-11, 14-15, 18-20)
- Papiro 47 (siglo III; completo)
- Códice Sinaítico (330-360)
- Codex Alexandrinus (400-440)
- Codex Ephraemi Rescriptus (ca. 450; completo)

## Tres mensajes angélicos y una voz del cielo (14:6-13)

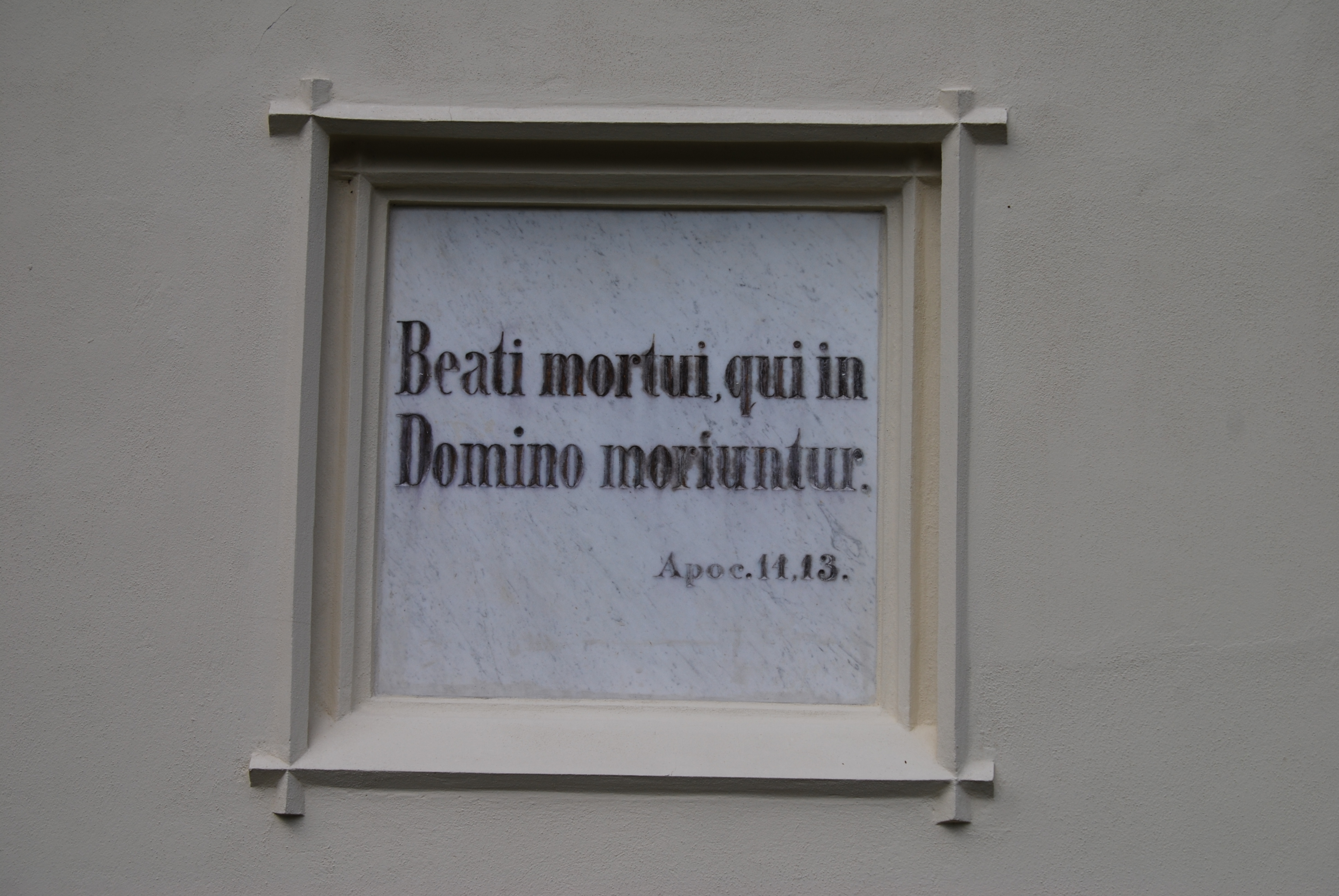
Iglesia en Orlík nad Vltavou, República Checa citando Apocalipsis 14:13 - «Bienaventurados los muertos que mueren en el Señor»

### Versículo 7

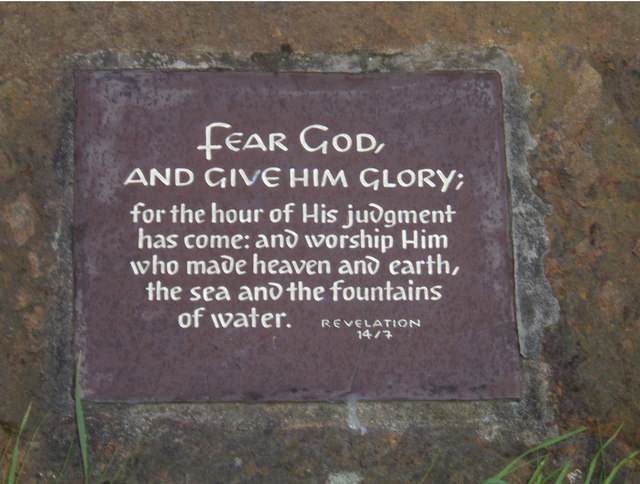
Un texto de Apocalipsis 14:7 en una placa de metal colocada en una roca de piedra cerca de la zona de aparcamiento y mirador en Hawksworth Road al norte de Baildon (fotografiado en 2006)